# Nyazeelandgräsfågel
Nyazeelandgräsfågel (Poodytes punctatus) är en fågel i familjen gräsfåglar inom ordningen tättingar. Den förekommer i våt- och buskmarker i Nya Zeeland. 

## Utseende och läte
Nyazeelandgräsfågeln är en liten tätting med kraftigt brunstreckad ovansida och ljusare undersida. Den långa stjärten har ett fransigt utseende. Båda könen och ungfågeln har liknande dräkter. Arten skiljs från järnsparven som inplanterats till Nya Zeeland genom större storlek, längre stjärt och ljusare undersida. I den låga flykten hänger den också karakteristiskt med stjärten. Bland lätena hörs vassa "tchip" och ett metalliskt "u-tick" som ofta framförs i duett av paret.

## Utbredning och systematik
Arten förekommer i Nya Zeeland och delas upp i fem underarter:
- punctatus-gruppen
  - Poodytes punctatus vealeae – förekommer på Nordön
  - Poodytes punctatus punctatus – förekommer på Sydön
  - Poodytes punctatus stewartianus – förekommer på Stewartön
  - Poodytes punctatus wilsoni – förekommer på Codfish Island
- Poodytes punctatus caudatus – förekommer på Snareöarna

Sedan 2016 urskiljer Birdlife International och naturvårdsunionen IUCN caudatus som den egna arten "snaresgräsfågel". 

### Släktestillhörighet
Tidigare placerades arten i Megalurus. DNA-studier visar dock att arterna inte är varandras närmaste släktingar, varför nyazeelandgräsfågeln numera istället placeras i Poodytes tillsammans med flygräsfågel, spinifexgräsfågel, mindre gräsfågel och den utdöda chathamgräsfågeln.

### Familjetillhörighet
Gräsfåglarna behandlades tidigare som en del av den stora familjen sångare (Sylviidae). Genetiska studier har dock visat att sångarna inte är varandras närmaste släktingar. Istället är de en del av en klad som även omfattar timalior, lärkor, bulbyler, stjärtmesar och svalor. Idag delas därför Sylviidae upp i ett flertal familjer, däribland Locustellidae.

## Levnadssätt
Nyazeelandgräsfågeln hittas i våtmarksmiljöer, men även i buskmarker och tuvgräsfält. Den är en skygg fågel som hörs oftare än ses.

## Status och hot
Internationella naturvårdsunionen IUCN hotkategoriserar underartstgrupperna var för sig, caudatus som sårbar och övriga underarter tillsammans som livskraftig.